# خام الأورال

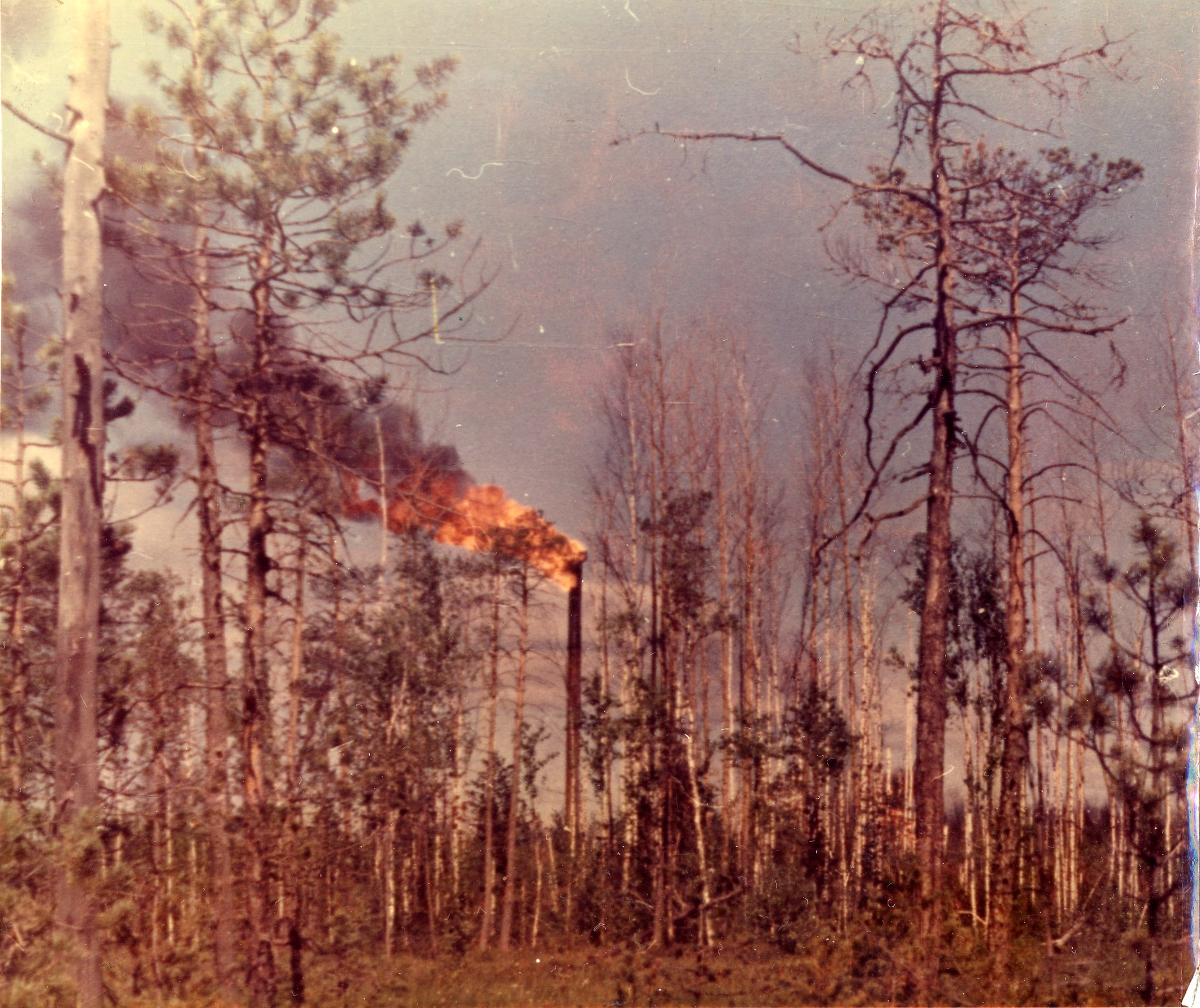
حرق الغاز البترولي المصاحب في شعلة غاز في التايغا غرب سيبيريا ، أوائل الثمانينيات

خام الأورال أو نفط الأورال، هو علامة تجارية مرجعية تستخدم كأساس لتسعير خليط زيت التصدير الروسي. وهو مزيج من النفط الحامض الثقيل من جبال الأورال ومنطقة الفولغا مع النفط الخفيف القادم من سيبيريا الغربية. الزيوت المرجعية الأخرى هي برنت وويست تكساس وسيط ودبي.
يتم توريد زيت الأورال من خلال نظام خط أنابيب باكو-نوفوروسيسك وخط أنابيب دروجبا. تتم التجارة الآجلة بخام الأورال من خلال البورصة الروسية وفقًا لنظام التداول الروسي. كان هناك محاولة لتجارتها في بورصة نايمكس تحت اسم REBCO (النفط الخام لمزيج التصدير الروسي)، إلا أن المحاولة لم تتم.